# West Lothian
West Lothian (gael. Lodainn an Iar) – jednostka administracyjna (council area) w środkowej Szkocji, obejmująca zachodnią część regionu geograficzno-historycznego Lothian. Zajmuje powierzchnię 428 km², a zamieszkane jest przez 175 300 osób (2011). Ośrodkiem administracyjnym jest miasto Livingston.
Jednostka utworzona została w wyniku reformy administracyjnej w 1996 roku. Zajmuje ona większą część historycznego hrabstwa West Lothian (Linlithgowshire), zachodnią część dawnego hrabstwa Midlothian oraz niewielki skrawek terytorium (okolice Blackridge) dawniej należący do Lanarkshire.